# Peter Stoica
Peter Stoica, född 23 juli 1949, är en svensk datavetare. Han är sedan 1998 professor i systemmodellering vid Uppsala universitet.
Stoica har tilldelats flera priser såsom IEEE Third Millennium Medal. Han invaldes 2003 i Ingenjörsvetenskapsakademien.
Stoicas vetenskapliga publicering har (2025) enligt plattformen ScholarGPS över 54 000 citeringar och ett h-index på 116. Enligt samma plattform rankades han som nummer 1 i världen av "highly ranked scholars" inom området "Signal Processing".